# Zamora TV
El canal de televisión la Fundación Comunitaria Zamora Televisión es un canal de Medio Comunitario de Venezuela, con base en la población de Villa De Cura del Estado Aragua. Fue creado en agosto de año 2004, inicia sus operaciones de transmisión en el año 2008 para la ciudad sede, Villa de Cura, capital del Municipio Zamora del Estado Aragua en la frecuencia UHF, en el canal 61. Miguel Ortiz es el legal representante del canal.
Por ahora, Zamora Televisión cuenta con la https://www.youtube.com/zamoratv.